# Ивачев
Ивачев (укр. Івачів) — село в Зборовской городской общине Тернопольского района Тернопольской области Украины.
Код КОАТУУ — 6122681302. Население по переписи 2001 года составляло 290 человек.
До 2020 года входило в Зборовский район.

## Географическое положение
Село Ивачев находится недалеко от истоков реки Главная Стрыпа,
на расстоянии в 1,5 км от села Волчковцы.

## История
- 1834 год — дата основания.

## Объекты социальной сферы
- Школа I ст.
- Клуб.